# Realizm (malarstwo)

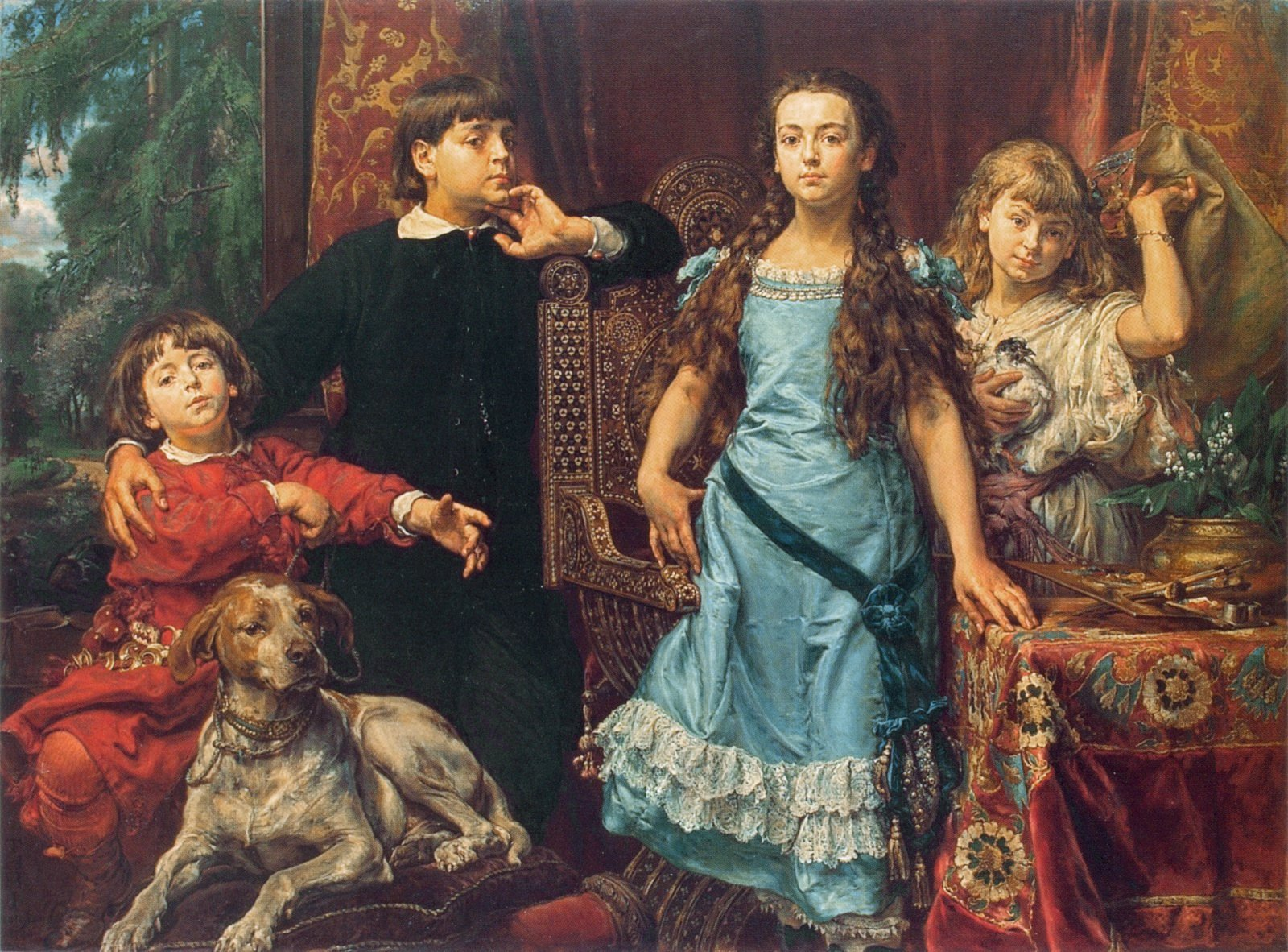
Przykład realizmu – Portret czworga dzieci artysty (mal. Jan Matejko)

Realizm (fr. réalisme) – styl w malarstwie europejskim drugiej połowy XIX wieku; zapoczątkowany we Francji, szybko rozprzestrzenił się na całym kontynencie. 
Obrazy realistyczne to głównie sceny rodzajowe z życia prostych ludzi, namalowane przy pomocy uproszczonych środków wyrazu, o spokojnej palecie i kompozycji. Termin o proweniencji francuskiej, w języku polskim został po raz pierwszy użyty w 1857 r. przez Józefa Keniga.

## Powstanie i program
Najważniejszą postacią realizmu był Francuz Gustave Courbet. Po francuskiej rewolucji lutowej w 1848 roku, gdy coraz więcej malarzy odwróciło się od romantyzmu i akademizmu, objął nieformalne przywództwo nad grupą tych artystów. On też użył po raz pierwszy terminu „realizm” w odniesieniu do współczesnego mu prądu artystycznego. Źródłosłów tego pojęcia zdradza najważniejsze postulaty kierunku:
- odejście od romantycznej inspiracji wyobraźnią,
- rezygnacja z akademickiego idealizowania tematu malarskiego.

Zamiast tego proponowano:
- przedstawianie spraw przyziemnych,
- zaakcentowanie życia zwykłych ludzi, ich problemów, pracy i trosk (niektórzy malarze byli bliscy programowi socjalistów),
- uproszczenie kompozycji płótna, rezygnację z ozdobników, przesadnie żywych kolorów i promiennego oświetlenia.

Słowa Courbeta „Pokażcie mi anioła, to go namaluję!” obrazują w dosadny sposób program realistów.

## Przedstawiciele

### Francja
U każdego z wielkich twórców francuskiego realizmu kierunek ten zaowocował w specyficzny sposób.
Jean-François Millet chyba najbardziej odpowiada ideałowi malarza realisty. Jego sztuka niezmiennie obraca się wokół trudnego życia chłopów i ich symbiozy z naturą. Sam Millet pochodził z chłopskiej rodziny normandzkiej i wkładał w swoje miniaturki dużą dozę osobistego wzruszenia. Jego najsłynniejszym obrazem są Kobiety zbierające kłosy z 1857 roku.
Wspomniany wcześniej główny ideolog ruchu Gustave Courbet powędrował w inną stronę. Jego początkowo bezinteresownie oddane sprawie obrazy (Pogrzeb w Ornans – 1849–1850, Śpiąca prządka – 1853) poczęły powoli ustępować prowokacyjnym aktom i rozmaitym pretekstom do autoportretu.
Trzeci zaś wielki francuski realista, Honoré Daumier, zajmował się przede wszystkim miastem i jego ciemnymi sprawami. Na rysunkach, grafikach i obrazach tego twórcy widoczne są nieco ironiczne portrety pijaków, wychodzących ze szkoły dzieci czy prawników. Stonowana kolorystyka wydobywa z ciemności twarze ludzi zwyczajnych i zmęczonych codziennością miejskiego życia. Ironiczna strona duszy Daumiera kazała mu skierować się później ku satyrze i karykaturze.
Realistami byli również w większym lub mniejszym stopniu Pierre Puvis de Chavannes oraz Jean Baptiste Camille Corot. Pierwszy z nich kierował się raczej w stronę niepokojącego symbolizmu, jednak jego dzieło Biedny rybak można uznać za przykład dojrzałego realizmu. Corot natomiast przez pewien okres życia wykazywał silne zainteresowanie prostotą i codziennością, gdzieś między duchem angielskiego romantyzmu a francuskim realizmem (Łódkarz z Mortefontaine – ok. 1865–1870 lub Czytająca kobieta z 1870).

### Poza Francją
Duch realizmu przeniósł się szybko poza Francję. We Włoszech skroplił się m.in. w postaci tzw. stylu macchiaioli; w Rosji u Riepina i innych Pieriedwiżników; w Hiszpanii włączył się w nurt costumbrismo, zaś w Holandii można go odnaleźć w szkole haskiej. W Szkocji natomiast działała pod koniec XIX wieku pewien czas grupa realistów, określających się jako „Glasgow Boys”.
Wszystkie te nurty są w pewien sposób pokrewne francuskiemu realizmowi.
Macchiaioli jest raczej niezależnym ruchem artystycznym niż odłamem realizmu, jednak podobnie jak ten protestuje przeciwko idealizmowi ówczesnego akademizmu. Głównym punktem niezgody jest co prawda kwestia techniczna, jednak malarzy macchiaioli interesuje to, co realistów: codzienność, wieś, pejzaż.
Pieriedwiżnicy malowali w duchu ideologicznym. Akcentowali tradycję rosyjską, kierowali malarskie oko ku prostym ludziom, portretowali chłopów i robotników, dając solidne podłoże pod późniejszy realizm socjalistyczny. Nazwa pochodzi od rosyjskiego Towariszczestwo pieriedwiżnych chudożestwiennych wystawok, czyli Towarzystwo Objazdowych Wystaw Artystów.
Kostumbryzm (hiszp. costumbrismo) oznacza w sztuce hiszpańskiej nurt malarstwa akcentujący rodzimą tradycję, wywodzący się z doświadczeń romantyzmu, przemieniony jednak w latach 50. XIX wieku na modłę francuską. Najważniejszymi artystami kostumbryzmu byli malarze z rodziny Bécquer: José, Joaquín, Valeriano i inni.
Szkoła haska leży gdzieś między tradycją Barbizończyków a impresjonizmem. Proste formy (np. Dzieci bawiące się na plaży Jozefa Israëlsa) odsyłają natomiast do technik Milleta. Malarze szkoły haskiej interesowali się głównie pejzażem i portretami.
„Glasgow Boys” to grupa szkockich malarzy skupiona wokół Jamesa Guthriego i Williama Yorka Macgregora – zaangażowanych realistów z Glasgow. Podstawowym tematem malarskim była dla nich wieś; wysiłek ludzi współżyjących z naturą, codzienne czynności pracujących ciężko chłopów. Sceny rodzajowe łączyli z pejzażem.

### Polska
Nurt realizmu reprezentują najlepiej Józef Chełmoński i Aleksander Gierymski. Chełmoński jest dużo „łagodniejszym” realistą i porzuca często ciemną stronę życia na rzecz bardziej beztroskich obrazów o jasnej kolorystyce, aczkolwiek w 1875 roku namalował obraz zatytułowany „Jesień” ukazujący XIX-wieczne polskie, wiejskie obejście któregoś z typowych jesiennych dni. Gierymski natomiast jest przedstawicielem tzw. „realizmu krytycznego”. Z odmiennym, typowym dla siebie temperamentem artystycznym portretuje robotników i chłopów polskich oraz miejską biedotę.
Inni wybitni polscy realiści to:
| - Maksymilian Gierymski - Henryk Rodakowski - Aleksander Kotsis - Juliusz Kossak - Wojciech Kossak - Józef Szermentowski - Jan Stanisławski - Julian Fałat - Wojciech Gerson - Adam Chmielowski |  | - Alfred Wierusz-Kowalski - Leon Wyczółkowski - Ferdynand Ruszczyc - Stanisław Masłowski - Józef Simmler - Franciszek Kostrzewski - Teodor Axentowicz - Józef Pankiewicz - Apoloniusz Kędzierski |

## Podsumowanie
Realizm nigdy nie uzyskał wielkiej popularności, ponieważ przez środowiska opiniotwórcze Paryża został szybko obwołany prowokacją (głównie za sprawą bezkompromisowego i nieco egocentrycznego Gustawa Courbeta). Poza Francją natomiast realizm nie rozwinął się w jakiś szczególnie interesujący i charakterystyczny sposób. Dobre technicznie malarstwo realistyczne zostało szybko skrytykowane za nijakość i powtarzalność, a świat malarski szybko został pochłonięty przez wielkie rewolucje artystyczne, z których pierwszą było pojawienie się impresjonizmu.

## Galeria

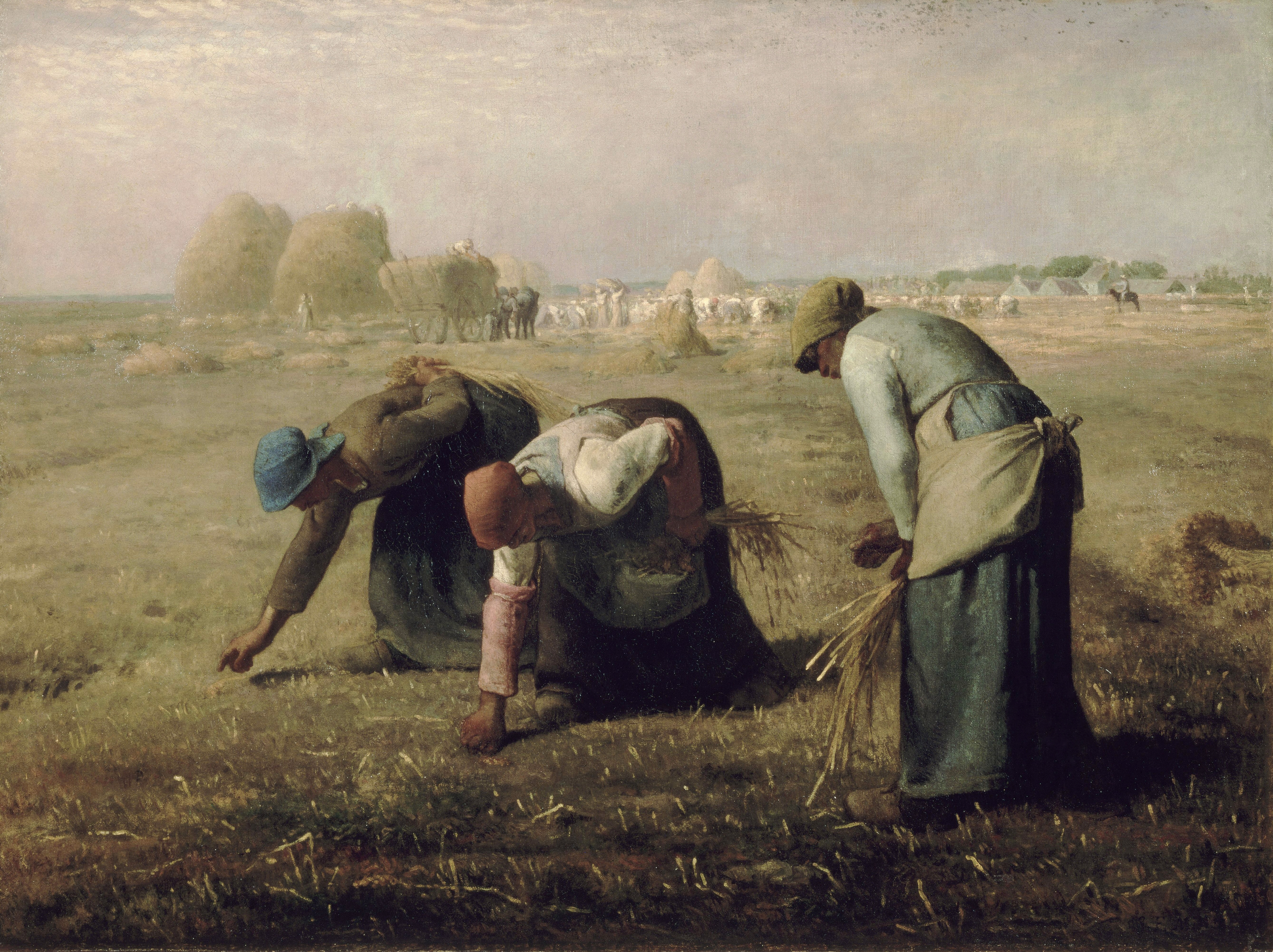
Jean-François Millet: Kobiety zbierające kłosy (1857)
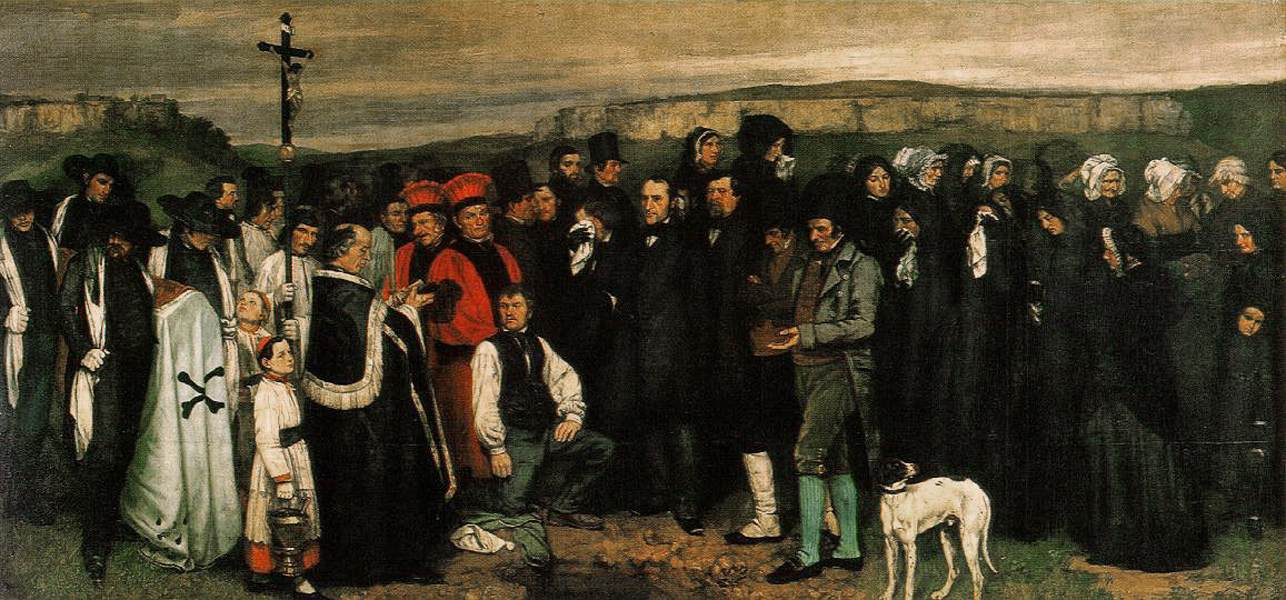
Gustave Courbet: Pogrzeb w Ornans (1849-1850)
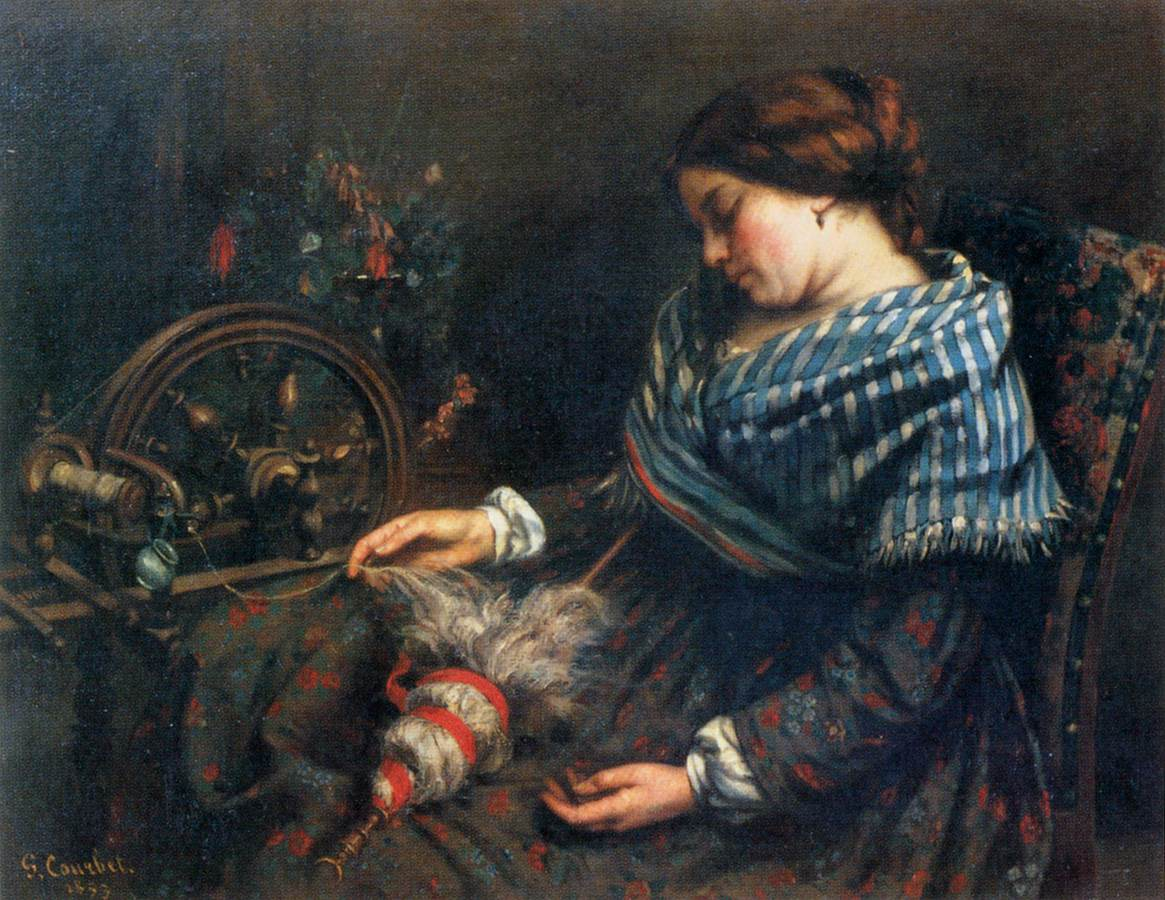
Gustave Courbet: Śpiąca prządka (1853)
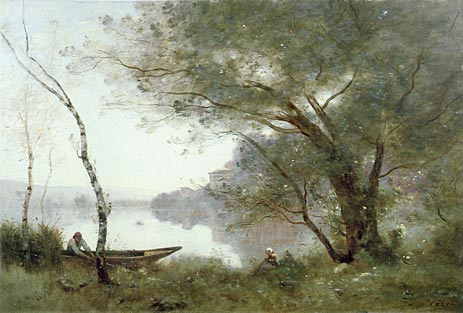
Jean Baptiste Camille Corot: Łódkarz z Mortefontaine (1865-1870)
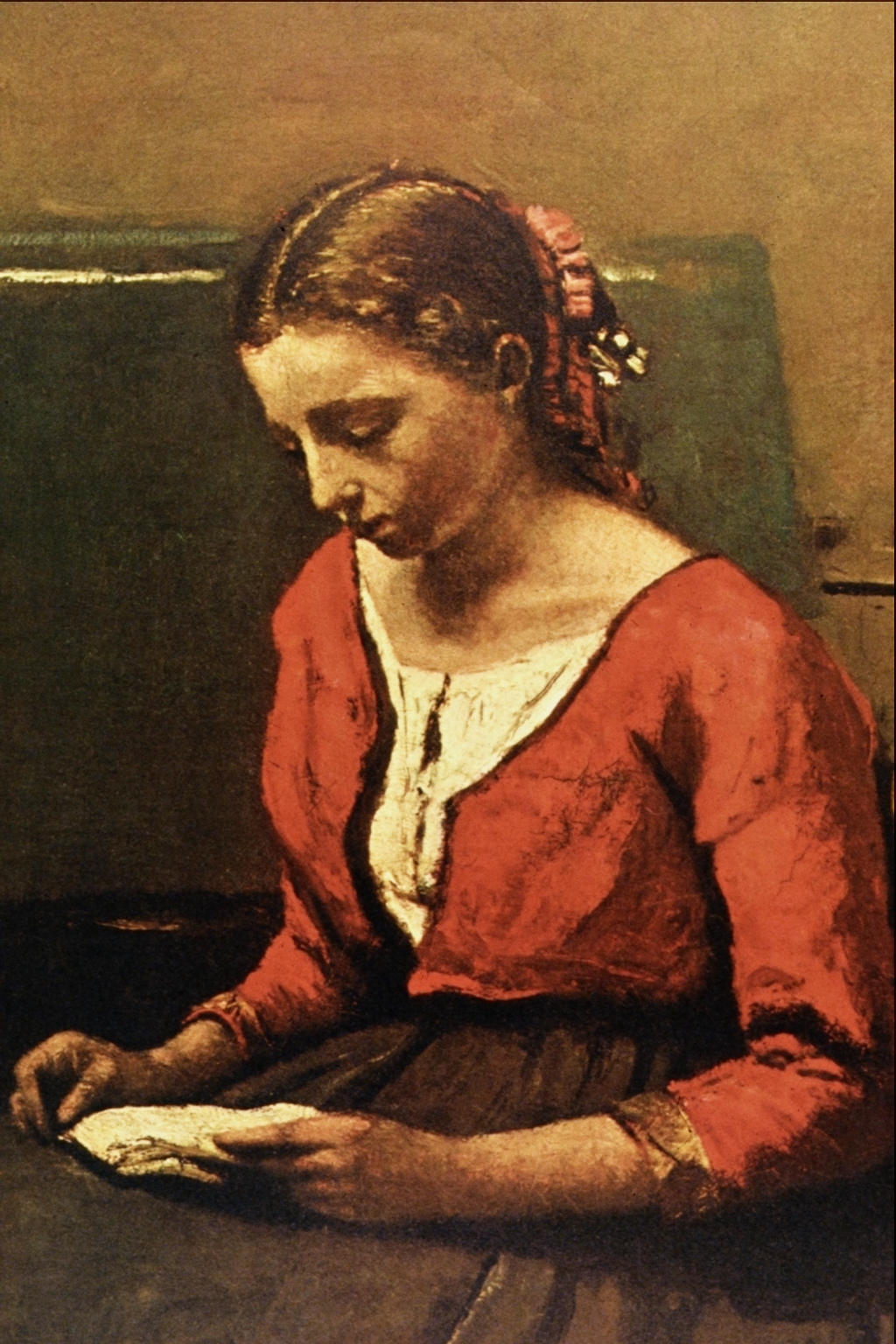
Jean-Baptiste-Camille Corot: Czytająca kobieta (1870)
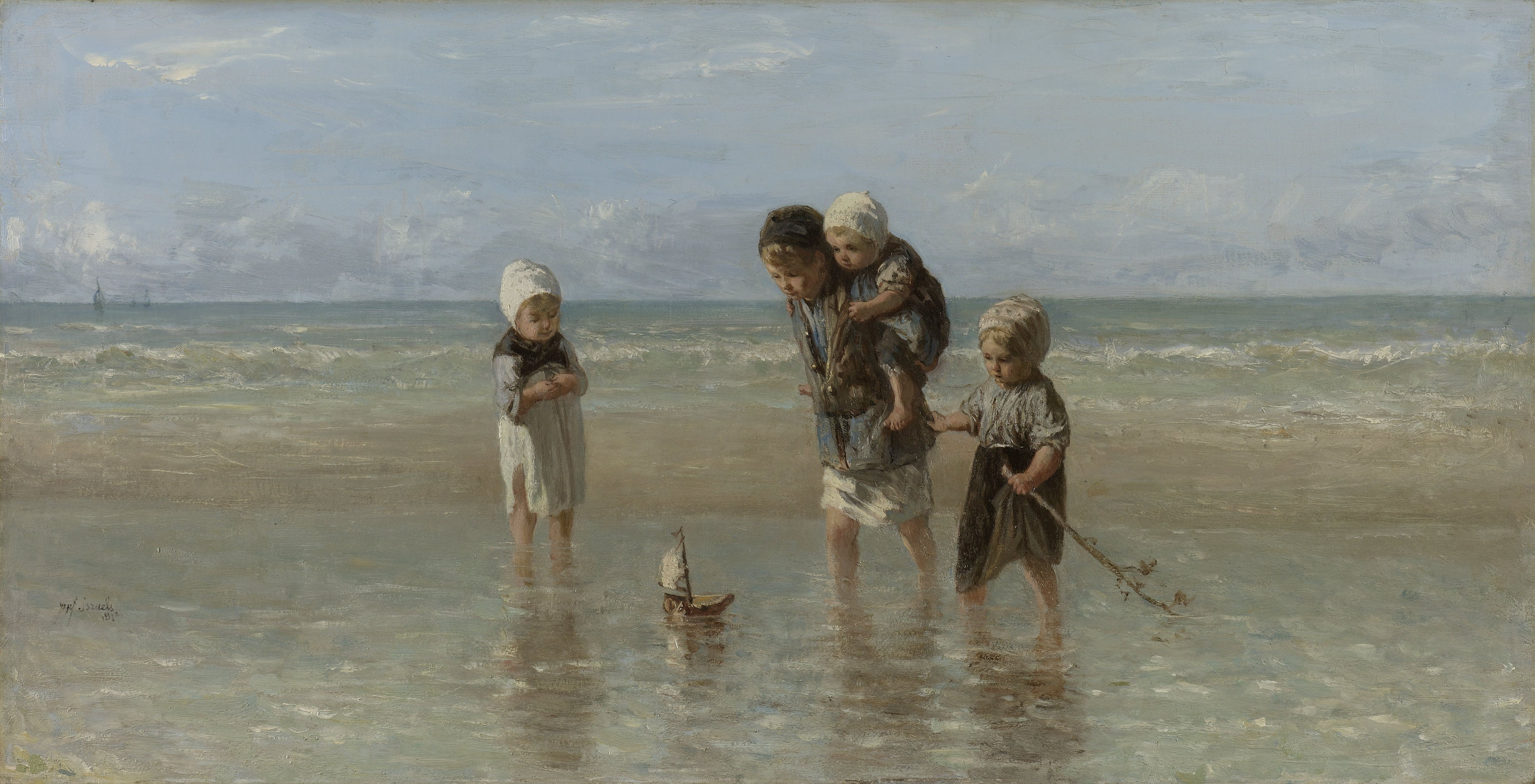
Jozef Israëls: Dzieci bawiące się na plaży (1872)
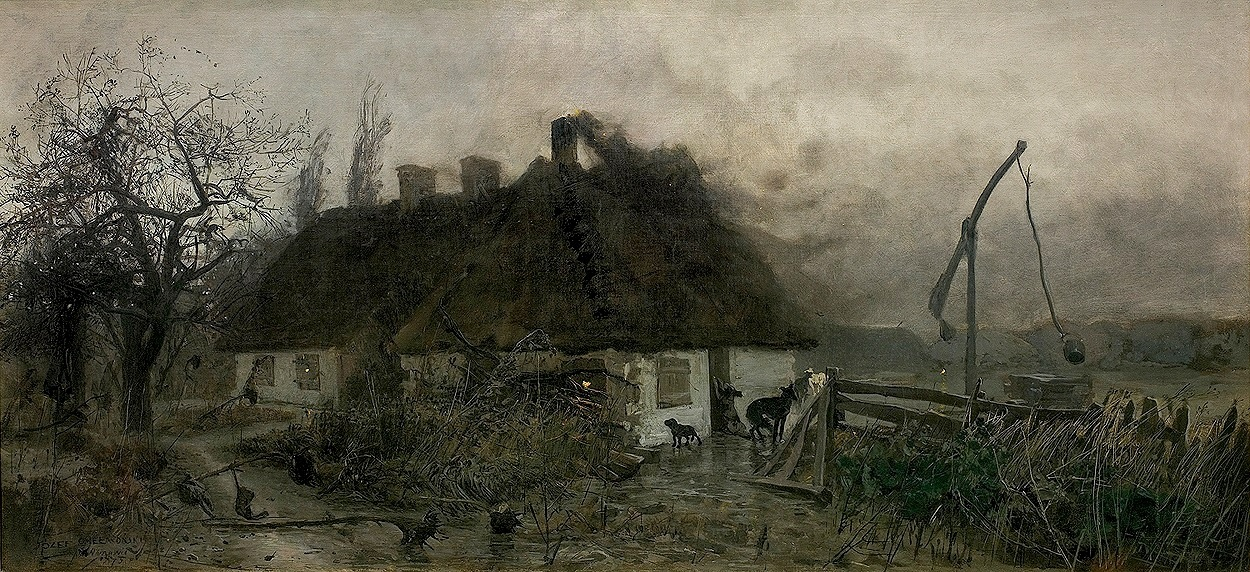
„Jesień” – obraz Józefa Chełmońskiego z 1875 roku (ol/płótno)
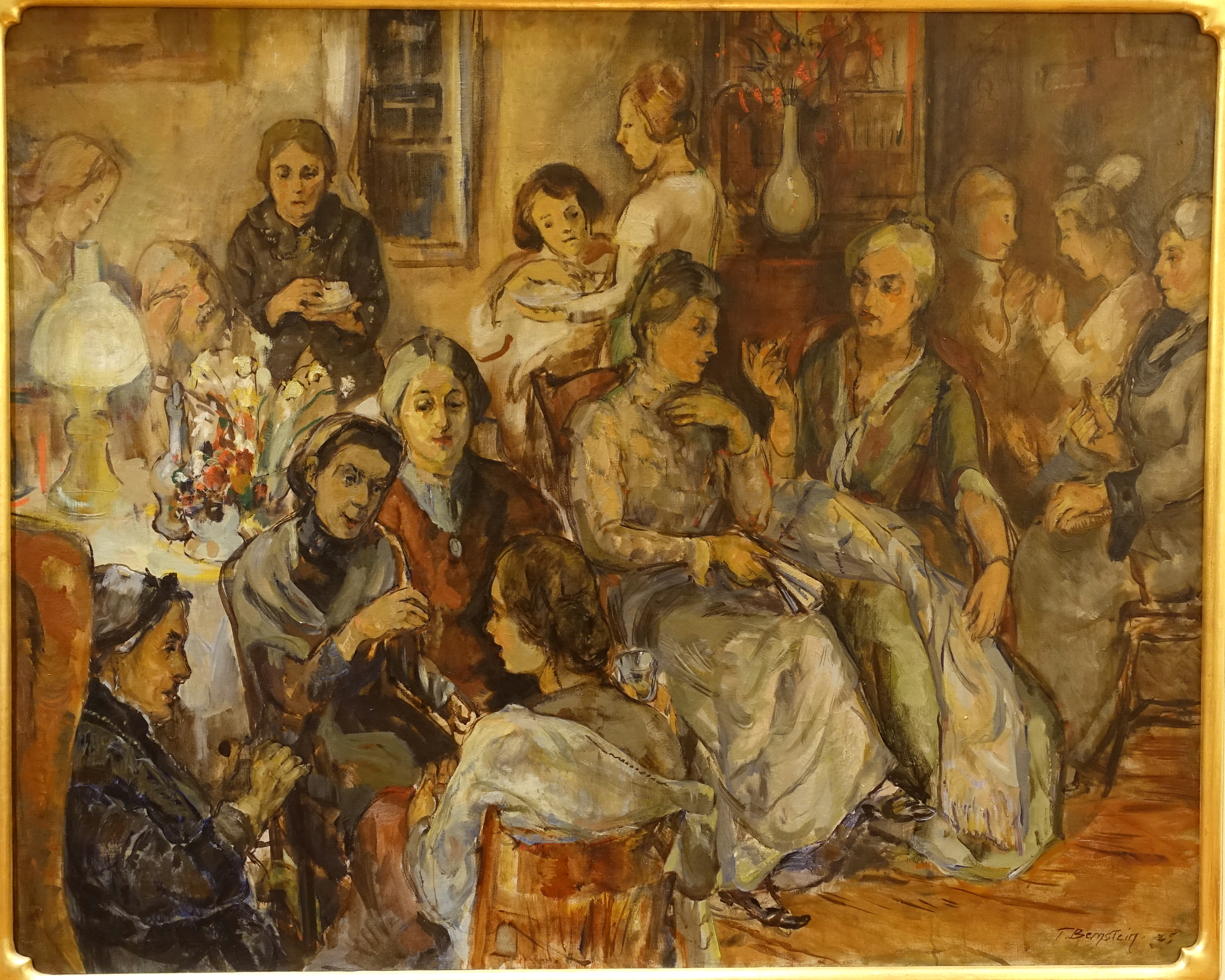
Theresa Bernstein, New England Ladies, 1925, olej na pł., Cape Ann Museum, Gloucester.